# Jerzy Bek

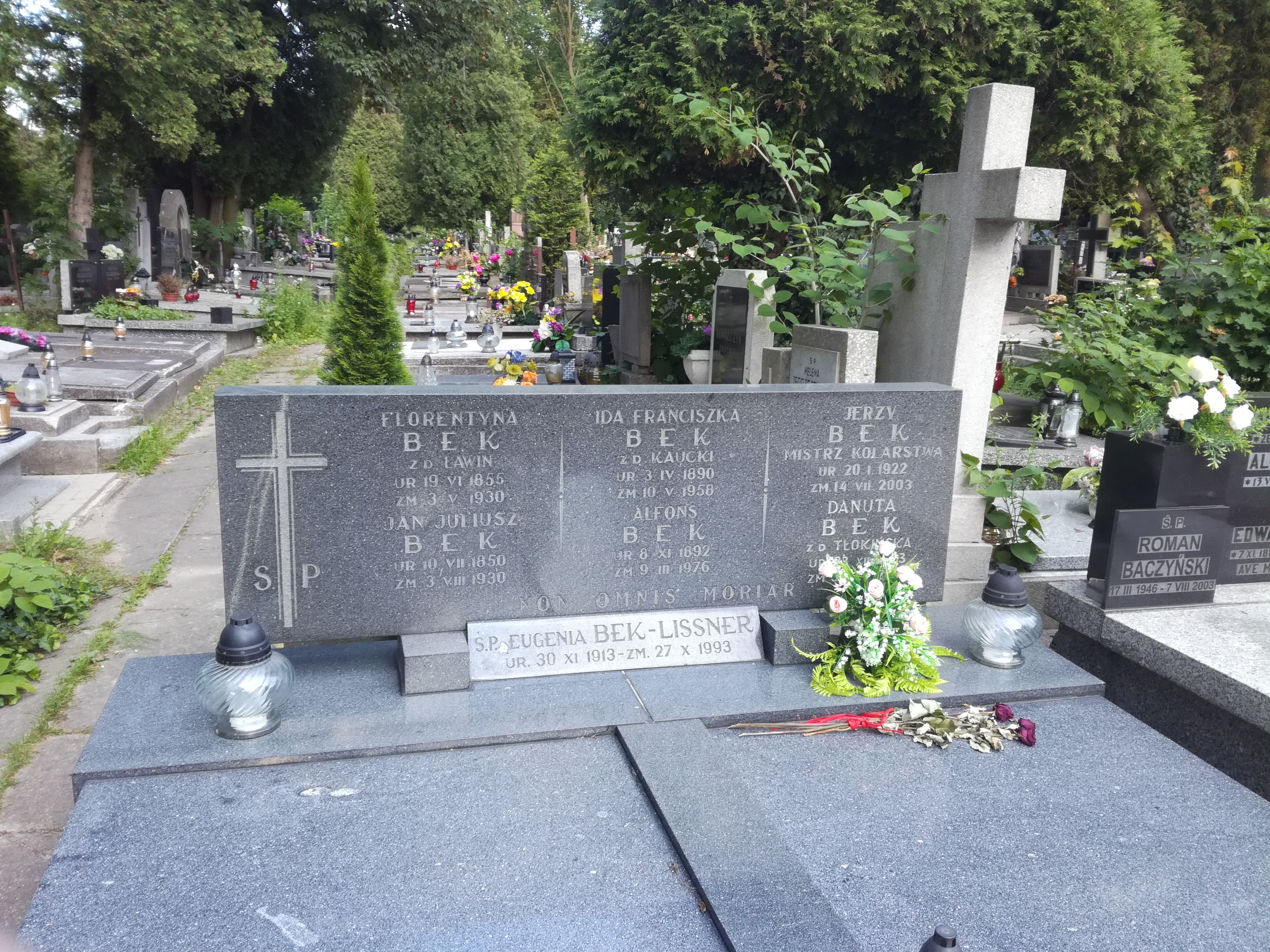
Grób Jerzego Beka na Starym Cmentarzu w Łodzi

Jerzy Bek (ur. 20 stycznia 1922 w Łodzi, zm. 14 lipca 2003) – polski kolarz, dziewiętnastokrotny mistrz Polski, trener kolarstwa. Jeden z najlepszych polskich kolarzy torowych pierwszych lat po II wojnie światowej. Ojciec kolarzy Andrzeja i Jarosława.

## Kariera sportowa
Kolarzem był jego ojciec Alfons Beck (z zawodu piekarz, właściciel piekarni przy ówczesnej ul. Rokicińskiej [obecnie al. J. Piłsudskiego] 6, który został jego pierwszym trenerem. Jerzy Bek karierę rozpoczął w 1938 w Łódzkim Towarzystwie Kolarskim, startując pod pseudonimem Jerzy Jerzyk i wygrywając pierwsze zawody - torowe mistrzostwa Łodzi i Kalisza. W 1939 ukończył Gimnazjum i Liceum im. Aleksego Zimowskiego. Do 1945 używał niemieckiej formy nazwiska Beck.
Po wojnie reprezentował kluby: Tramwajarz Łódź, Łódzki Klub Sportowy (od 1948), Orkan Łódź (od 1957) i Włókniarz Łódź. W 1945 został odnotowany na 3 miejscu listy kwalifikacyjnej polskich torowców Polskiego Związku Kolarskiego i Przeglądu Sportowego. W latach 1946–1959 33 razy stawał na podium mistrzostw Polski w kolarstwie torowym. Zdobył 17 tytułów mistrza Polski, w tym  4 x w sprincie (1947, 1949, 1950, 1952), 3 x na 4000 m na dochodzenie indywidualnie (1949, 1951, 1956), 5 x na 4000 m na dochodzenie drużynowo (1947, 1950, 1951, 1952, 1956), 5 x w torowym wyścigu długodystansowym (1946, 1947, 1948, 1952, 1956). Ponadto w swoim dorobku miał 8 tytułów wicemistrzowskich, w tym 4 x w sprincie (1946, 1952, 1953, 1954), 3 x na 4000 m na dochodzenie indywidualnie (1950, 1954, 1955) i 1 x w torowym wyścigu długodystansowym (1954), a także 8 brązowych medali MP, w tym 4 x w sprincie (1948, 1955, 1958, 1959), 1 x na 1000 m ze startu zatrzymanego (1959), 2 x na 4000 m na dochodzenie indywidualnie (1952, 1957) i 1 x w torowym wyścigu długodystansowym (1953). W 1950 i 1953 wywalczył także brązowe medale mistrzostw Polski w przełajach. Odnosił także sukcesy w wyścigach za motorami, dwukrotnie zdobywając mistrzostwo Polski i startując w mistrzostwach świata w tej konkurencji w 1960 (8. miejsce) i 1961 (4 w wyścigu eliminacyjnym, nie awansował do finału).
Był rekordzistą Polski na 500 m ze startu lotnego (30,5 s – 21 lipca 1951) oraz na 1000 m ze startu zatrzymanego (1.16,2 – 13.07.1950), 2000 m ze startu zatrzymanego (2.49,2 – 20.07.1951), trzykrotnie na 4000 m ze startu zatrzymanego (5.37,6 – 16.09.1948, 5.35,1 – 17.07.1949, 5.17,0 - 20.07.1956), 5000 m ze startu zatrzymanego (6.55,4 – 28.08.1955) oraz czterokrotnie z reprezentacją Polski na 4000 m ze startu zatrzymanego (od 4.59,0 – 14.08.1955 do 4.56,0 – 25.08.1957).
Po zakończeniu kariery sportowej pracował jako trener w klubach łódzkich, Orkanie, Włókniarzu i Społem. W latach 1963–1974 i 1981–1988 był równocześnie trenerem reprezentacji Polski seniorów. Jego zawodnikami byli m.in. Lucjan Józefowicz, Wacław Latocha, Bernard Kręczyński i syn Andrzej.
Został uhonorowany tytułem Zasłużonego Mistrza Sportu, a w 1985 Krzyżem Kawalerskim Orderu Odrodzenia Polski.
Pochowany 21 lipca 2003 na Starym Cmentarzu przy ul. Ogrodowej w Łodzi, w części katolickiej.